# Occidentoschwagerina
Occidentoschwagerina es un género de foraminífero bentónico de la subfamilia Pseudoschwagerinae, de la familia Schwagerinidae, de la superfamilia Fusulinoidea, del suborden Fusulinina y del orden Fusulinida. Su especie tipo es Schwagerina fusulinoides. Su rango cronoestratigráfico abarca el Asseliense (Pérmico inferior).

## Discusión
Clasificaciones más recientes incluyen Occidentoschwagerina en la superfamilia Schwagerinoidea, y en la subclase Fusulinana de la clase Fusulinata.

## Clasificación
Occidentoschwagerina incluye a las siguientes especies:
- Occidentoschwagerina acerba †
- Occidentoschwagerina ancestralis †
- Occidentoschwagerina echlakovi †
- Occidentoschwagerina fusulinoides †
- Occidentoschwagerina konovalovae †
- Occidentoschwagerina postgallowayi †
  - Occidentoschwagerina postgallowayi sarykolensis †
- Occidentoschwagerina swetae †

Otras especies consideradas en Occidentoschwagerina son:
- Occidentoschwagerina primaeva †, de posición genérica incierta
  - Occidentoschwagerina primaeva kokpectensis †, de posición genérica incierta
  - Occidentoschwagerina primaeva sarycumensis †, de posición genérica incierta